# Gliese 208
Gliese 208 is een oranje dwerg met een spectraalklasse van K6.V. De ster bevindt zich 37,26 lichtjaar van de zon.